# Banyen Rakkaen
Banyen Rakkaen ou Banyen Rakgan (Thai: บานเย็น รากแก่น; RTGS: Banyen Rakkaen), née le 14 octobre 1952 dans la province de Ubon Ratchathani (Isan), est une chanteuse de mor lam et de luk thung.

## Discographie
- 1999 : ลำเพลินแดนอีสาน (CD, Album) (1999)
- 2001 : ลำเพลินกล่อมโลก (CD, Album) (2001)
- 2010 : Ruam Pleng Dunk 16 Pleng Hit (CD, Comp) (2010)
- 2018 : บานเย็น รากแก่น = Banyen Rakkaen* -  ลำเพลินระดับโลก - Lam Phloen World-class: The Essential Banyen Rakkaen  (LP, Comp, RM) (CD, Comp)